# Surville (Calvados)
Surville ist eine französische Gemeinde mit 474 Einwohnern (Stand 1. Januar 2022) im Département Calvados in der Region Normandie. Sie gehört zum Arrondissement Lisieux und zum Kanton Pont-l’Évêque. 
Sie grenzt im Norden an Saint-Gatien-des-Bois und Vieux-Bourg, im Osten an Saint-André-d’Hébertot, im Süden an Saint-Julien-sur-Calonne und im Westen an Pont-l’Évêque mit Pont-l’Évêque und Coudray-Rabut. 

## Bevölkerungsentwicklung
| Jahr      | 1962 | 1968 | 1975 | 1982 | 1990 | 1999 | 2008 | 2015 |
| --------- | ---- | ---- | ---- | ---- | ---- | ---- | ---- | ---- |
| Einwohner | 214  | 203  | 198  | 243  | 290  | 381  | 439  | 434  |

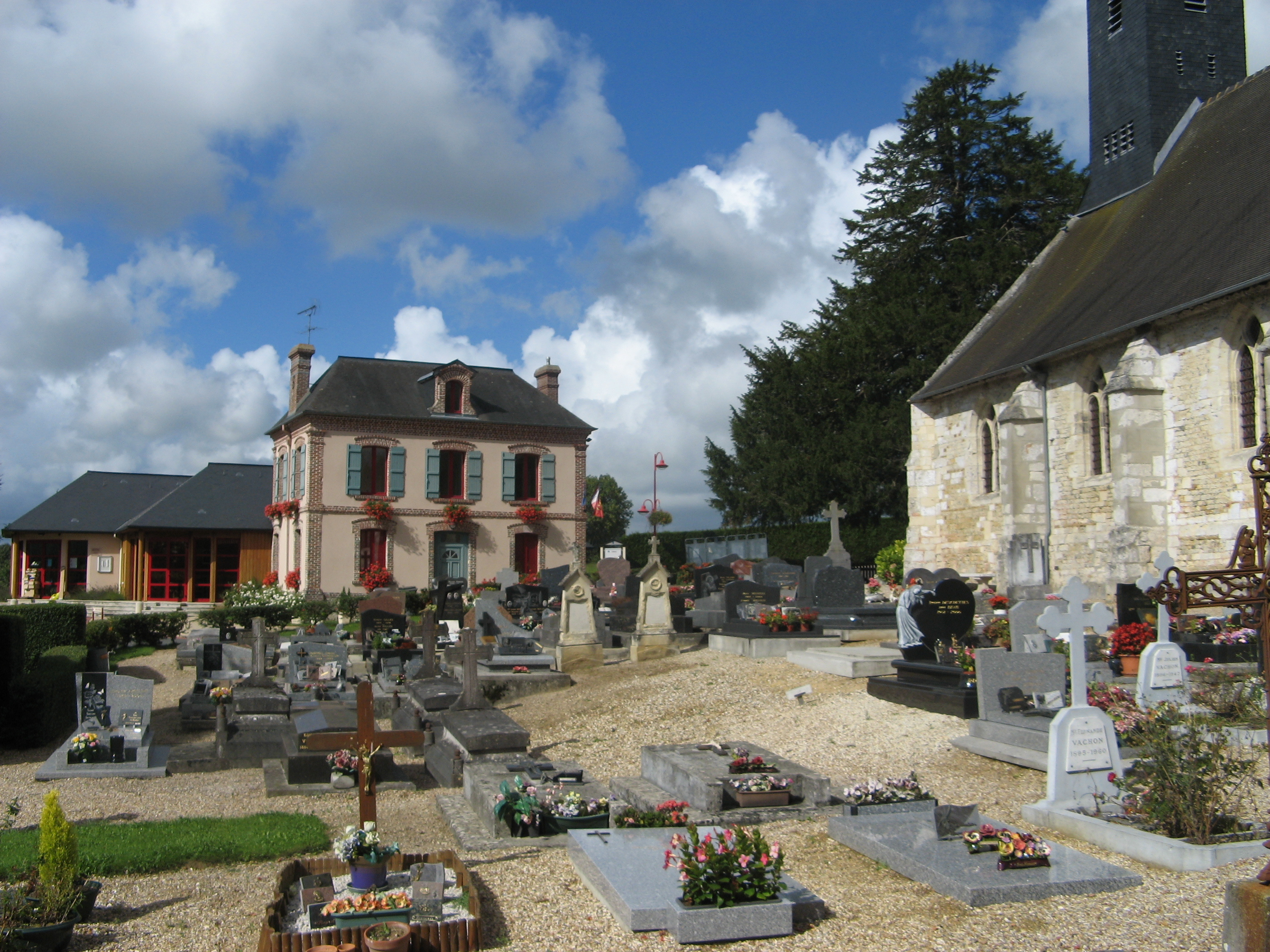
Mairie und Friedhof
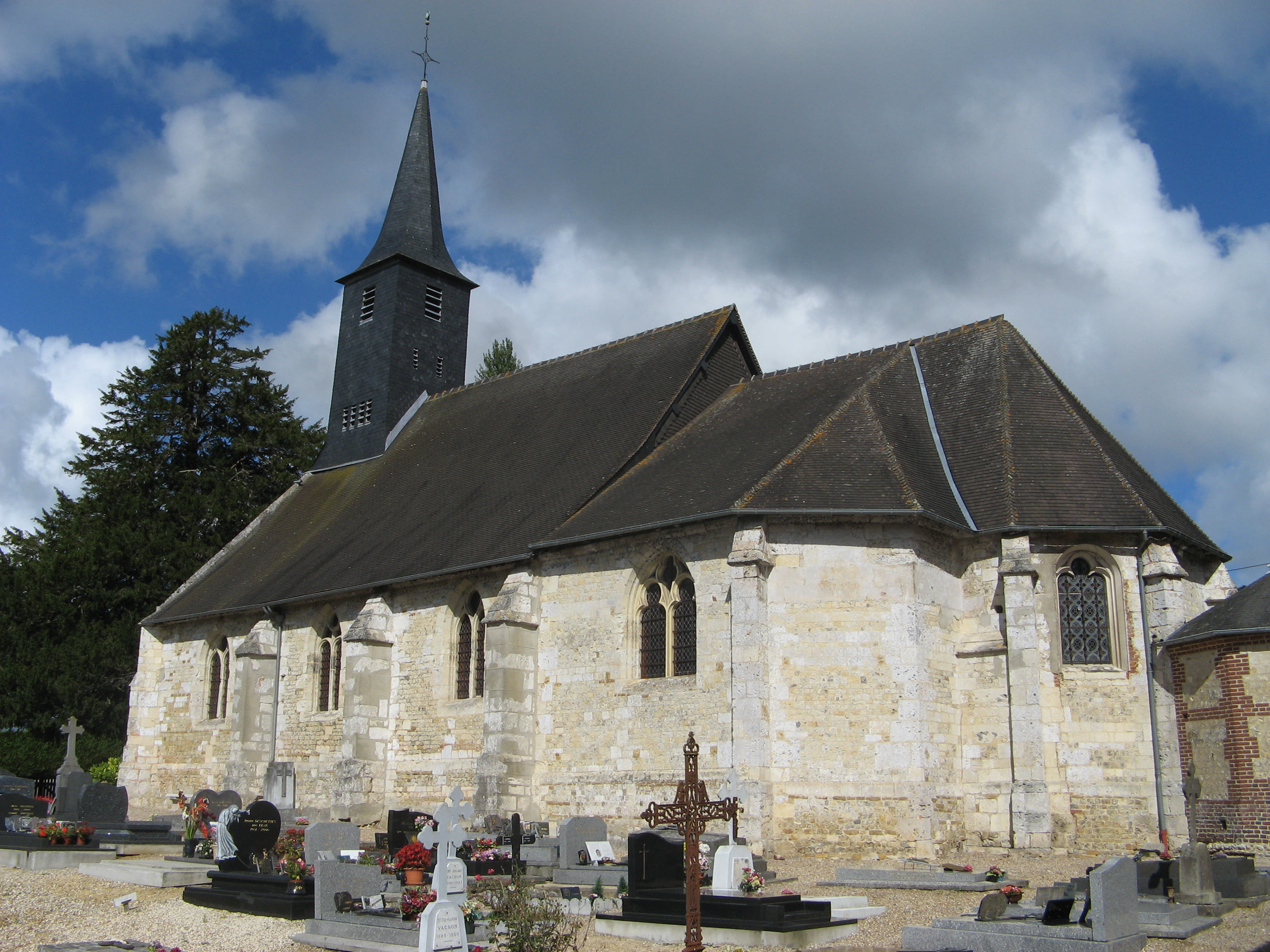
Kirche Saint-Martin